# Хронологија СФРЈ и СКЈ септембар 1966.
Хронолошки преглед важнијих догађаја везаних за друштвено-политичка дешавања у Социјалистичкој Федеративној Републици Југославији (СФРЈ) и деловање Савеза комуниста Југославије (СКЈ), као и општа политичка, друштвена, спортска и културна дешавања која су се догодила у току септембра месеца 1966. године.
| ← август | ← август | ← август | ← август | ← август | ← август | ← август | ← август | Хронологија СФРЈ и СКЈ током 1966. године | Хронологија СФРЈ и СКЈ током 1966. године | Хронологија СФРЈ и СКЈ током 1966. године | Хронологија СФРЈ и СКЈ током 1966. године | Хронологија СФРЈ и СКЈ током 1966. године | Хронологија СФРЈ и СКЈ током 1966. године | Хронологија СФРЈ и СКЈ током 1966. године | Хронологија СФРЈ и СКЈ током 1966. године | Хронологија СФРЈ и СКЈ током 1966. године | Хронологија СФРЈ и СКЈ током 1966. године | Хронологија СФРЈ и СКЈ током 1966. године | Хронологија СФРЈ и СКЈ током 1966. године | Хронологија СФРЈ и СКЈ током 1966. године | Хронологија СФРЈ и СКЈ током 1966. године | Хронологија СФРЈ и СКЈ током 1966. године | октобар → | октобар → | октобар → | октобар → | октобар → | октобар → | октобар → |
| 1        | 2        | 3        | 4        | 5        | 6        | 7        | 8        | 9                                         | 10                                        | 11                                        | 12                                        | 13                                        | 14                                        | 15                                        | 16                                        | 17                                        | 18                                        | 19                                        | 20                                        | 21                                        | 22                                        | 23                                        | 24        | 25        | 26        | 27        | 28        | 29        | 30        |

### 1. септембар
- Председник СФРЈ Јосип Броз Тито, 1. и 2. септембра, боравио у посети Помурју, током кога је обишао Љутомер, Лендаву и Мурску Соботу, где је  обишао више радних организација и водио разговоре са представницима самоуправних органа.[1]

### 5. септембар
- У званичној посети Југославији, од 5. до 10. септембра, на позив председника СФРЈ Јосипа Броза Тита, боравио норвешки краљ Олаф V. Исте вечере, у Палати федерације у Новом Београду, приређен је свечани пријем у част госта. У току посете, краљ Олаф V, у пратњи министра иностраних послова Ј. Линга, упознао се са политичким, економским и друштвеним приликама у СФРЈ и са југословенским званичницима разменио мишљења о међународним питања. Поред Београда, посетио је Скопље, Дубровник, Пулу и Брионе, где је водио разговоре са председником Титом.[1][2][3][4][5]

### 7. септембар
- Председник СФРЈ Јосип Броз Тито боравио у посети Карловцу, где је присуствовао Међународном такмичењу ватрогасаца. У пратњи секретара ЦК СК Хрватске Владимир Бакарића, Тито је имао сусрет са друштвено-политички радницима Карловца, на челу са председником општине Јосипом Бољковцем. Током посете обишао је и погоне Фабрике металних производа „Кордун”.[1][6][7][8]

### 9. септембар
- Савезно извршно веће, преко Министарства иностраних послова Краљевине Шведске, које је заступало југословенске интересе у Савезној Републици Немачкој, упутило протестну ноту Влади СР Немачке поводом убиства југословенског конзуларног службеника Саве Миловановића у Штутгарту 30. августа 1966. године, које су извршили усташки терористи.[2]

### 10. септембар
- У Београду, пред 21. заседање Генералне скупштине ОУН, одржан састанак представника парламената осам европских земаља — Краљевина Белгија, НР Бугарска, Краљевина Данска, Република Финска, НР Мађарска, СР Румунија, Краљевина Шведска и СФР Југославија — које су на 20. заседању Генералне скупштине ОУН, крајем 1965, били покретачи Резолуције о акцијама регионалног карактера у циљу унапређивања добросуседских односа међу европским државама са различитим друштвеним и политичким системом. На састанку је подржана иницијатива о сазиву консултативне европске међупарламентарне конференције.[2]

### 11. септембар
- У посети Југославији, од 11. до 14. септембра, на позив државног секретара за иностране послове Марка Никезића, боравио министар иностраних послова Француске Кув де Миривил. Председник СФРЈ Јосип Броз Тито примио је Мирвила у Загребу 13. септембра.[1][2][9]
- У посети Југославији, од 11. до 20. септембра, као гост Централног комитета СК Југославије, боравила делегација Фронта националног ослобођења Алжира (ФЛН), који је предводио Шериф Белаксем, координатор Извршног секретаријата ФЛН. У току разговора између делегација СКЈ и ФЛН извршено је обострано упознавање са мерама које се спроводе на привредном и друштвеном плану у обе земље, као и о међународним проблемима. Делегацију ФЛН примио је 14. септембра у Београду, председник СФРЈ и генерални секретар СКЈ Јосип Броз Тито.[2][10]

### 14. септембар
- У Београду, од 14. до 16. септембра, одржана Шеста пленарна седница Централног комитета СК Србије на којој је расправљано о „деформацијама” у служби безбедности и активностима Савеза комуниста након Четвртог пленума ЦК СКЈ. Уводну реч на пленуму имао је секретар ЦК СКС Јован Веселинов, а Реферат о активностима након Четвртог пленума поднео је Добривоје Радосављевић. На Пленуму је расправљано о политичкој одговорности руководилаца везаних за рад служби безбедности, након чега су из чланства Централног комитета искључени Војин Лукић (искључен из СКЈ) и Животије Савић, а на предлог Цане Бабовић, Александар Ранковић је искључен из чланства СКЈ. Уместо Лукића, за организационог секретара ЦК СКС изабран је Добривоје Радосављевић.[2][11][12]
- У Београду одржана седница Савезног извршног већа на којој су поред осталог размотрени односи између СФР Југославије и Савезне Републике Немачке, након најновијих терористичких акција против званичних представника и грађана Југославије у СР Немачкој.[2]

### 19. септембар
- У Београду, под председништвом генералног секретара СКЈ Јосипа Броза Тита, одржана седница Извршног комитета ЦК СКЈ на којој је разматран и у начелу прихваћен Нацрт одлуке о реорганизацији Савеза комуниста Југославије, који је припремила Комисија за реорганизацију и развој СКЈ, предвођена секретаром ЦК СКЈ Мијалком Тодоровићем. На седници је усвојен извештај о мерама за спровођење закључака Четврте седнице ЦК СКЈ у Савезном секретаријату за унутрашње послове и Државном секретаријату за иностране послове.[2][1]

### 22. септембар
- У посети Југославији, од 22. до 25. септембра боравио генерални секретар ЦК КПСС Леонид Брежњев. Током 23. и 24. септембра Брежњев је водио разговоре са генералним секретаром СКЈ Јосипом Брозом Титом и разменио мишљења о низу актуелних међународних питања од заједничког интереса, а у закључку је осуђена агресија Сједињених Америчких Драва на Вијетнам.[1][13][14][15]
- У посети Народној Републици Мађарској, на позив Централног комитета Мађарске социјалистичке радничке партије, боравили Владимир Бакарић, Миха Маринко и Јанко Смоле. У току посете, водили су разговоре са првим секретаром ЦК МСРП Јаношем Кадром, чланом Политбироа и председником Владе НР Мађарске Лајошем Фехером и другим руководећим личностима привредног и друштвеног живота Мађарске.[13]
- У Загребу одржан Пети пленум Централног комитета СК Хрватске на коме је расправљано о спровођењу одлука Четвртог пленума ЦК СКЈ о реорганизацији службе безбедности, као и о реорганизацији Савеза комуниста.[13]

### 23. септембар
- У Сарајеву одржан Осми пленум Централног комитета СК Босне и Херцеговине на којој се расправљало о дотадашњој активности Савеза комуниста Босне и Херцеговине на спровођењу одлука Четвртог пленума ЦК СКЈ и о формирању комисије која ће припремити предлог реорганизације Централног комитета, предложити критеријуме, начин избора и кандидатску листу.[13]

### 26. септембар
- У посети Југославији, од 26. септембра до 2. октобра, на позив председника СФРЈ и генералног секретара СКЈ Јосипа Броза Тита, боравио председник Државног савета Немачке ДР  и први секретар Централног комитета Јединствене социјалистичке партије Немачке Валтер Улбрихт. Током посете, 27. септембра у Палати федерације у Новом Београду, вођени су разговори Јосипа Броза и Влатера Улбрихта и њихових сарадника, у којима је извршена размена гледишта о односима између Југославије и Источне Немачке и актуелним међународним питањима. Разговори су настављени 1. октобра на Брионима и постигнута је сагласност да се дипломатска представништва у обе земље подигну на ранг амбасаде. Поред Београда и Бриона, Улбрихт је посетио Љубљану и Брдо код Крања.[1][13][16][17][18]
- У Опатији, где се налазио на лечењу, умро Милан Дединац (1902—1966) књижевник, песник-надреалиста, главни уредник Политике (1944—1948) и уметнички директор Југословенског драмског позоришта (1948—1953). Сахрањен је у Алеји народних хероја на Новом гробљу у Београду.[19]

### 27. септембар
- У Београду одржана седница Градског комитета СК Београда на којој је разматран извештај Комисије Секретаријата Градског комитета о „деформацијама” у служби безбедности у Београду, као и о активности комуниста у установама унутрашњих послова и Државном секретаријату за иностране послове након Четвртог пленума ЦК СКЈ.[13]
- У Техерану (Империјална држава Персија), од 27. септембра до 1. октобра, одржана 55. интерпланетарна конференција, на којој је учествовало око 700 делегата, који су представљали 62 земље са пет континената, а у својству посматрача било је заступљено шест међународних организација. Југословенску делегацију предводио је Пеко Дапчевић.[13]

### 30. септембар
- У Љубљани, од 30. септембра до 1. октобра, одржана Пета пленарна седница Централног комитета СК Словеније на којој је расправљано о раду Савеза комуниста након Четврте седнице ЦК СКЈ и постигнут договор о току даље акције и мера за реорганизацију Савеза комуниста Словеније. Током пленума су предложени представници СК Словеније за Централни комитет СК Југославије и Извршни комитет ЦК СКЈ. На Пленуму је Едвард Кардељ изнео оцену да је коренитим променама насталим након Четвртог пленума ЦК СКЈ привредна реформа прерасла у дубоку реформу друштва.[13]